# 殼層星

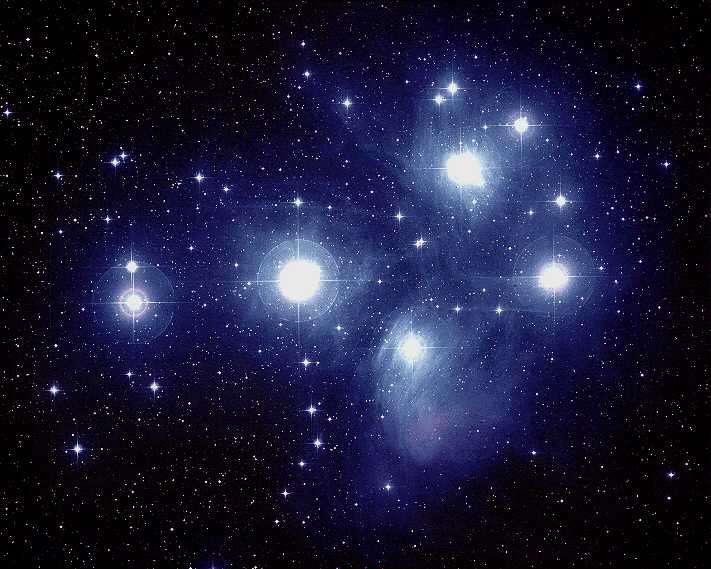
昴宿星團中的昴宿增十二（金牛座28）是一顆殼層星。

殼層星是其光譜顯示出極寬的吸收線，並加上一些非常窄的吸收線的一種恒星。它們通常也會顯示一些來自巴耳末系的發射線，但偶爾也會顯示其它的線。寬的吸收線是由於光球的快速旋轉，來自赤道圓盤的發射線，而窄的吸收線則是在圓盤幾乎處於以側面朝向觀測者時產生的。  
殼層星的光譜類型從O7.5到F5都有，自轉速度為200–300km/s，距離自轉加速度會破壞恆星的點不遠。

## 光譜
殼層星被定義為一個由旋轉加寬的光球光譜線和非常窄的吸收線組合而成的群體。發射線經常出現，但不被視為定義的特徵。存在的確切譜線在一定程度上有所不同：巴耳末發射線非常常見，但在較冷的恆星中可能較弱或不存在；鐵離子線很常見，但並非總是存在；在最熱的恆星中可以看到氦的譜線。光球的譜線因旋轉而加寬，顯示的投影速度為200 km/s或更高。
殼層星光譜中的線輪廓是複雜的，具有可變的翼、核心以及吸收和發射特徵的疊加。在某些情况下，發射特徵的特定吸收僅作為線輪廓的修改或另一條可見線的弱化。這導致了雙峰線和三峰線，或不對稱線。
殼層星通常有發射線，因此通常是Be星，然而它們也可以出現在光譜類別O、A和偶爾也在F中。

## 子類型
殼層星被細分為四類，儘管這些類別不再被認為有意義，也很少出現在現代出版品中：
- 早期的Be星，光譜類型從O7.5至B2.5，
- 中期的Be星，光譜類型從B3至B6.5，
- 晚期的Be星，光譜類型從B7至B9.5，和
- A-F殼層星，光譜範圍從A0至F5。

光譜有著長期的變動，早期型殼層星的光譜和Be星或B型恆星的光譜是互相替換的。所有的殼層星都呈現出寬闊的發射譜線取代了吸收的譜線，並且對應於非殼層星的光譜，所以B型殼層星發射出巴耳麥氫譜線，而一般的B型恆星是吸收譜線。早期型的殼層星顯示出He I和Fe II的發射線，而晚期型的殼層星顯示出Ca II和Ti II的發射線。雖然因為高速自轉使得譜線擴散，和造成光度分類上的不確定性，但一般認為殼層星屬於主序帶的巨大恆星。
絕大多數已知的殼層星光譜都屬於B類。然而，部分原因是許多較冷的殼層星仍未被發現。Be現象，以及Be星本身，現在不僅廣泛應用於光譜類別類似B的恆星，還廣泛應用於A，有時還應用於O和F。

## 變異性
殼層星的光譜和亮度經常表現出變異性。殼層特徵可能會時有時無，恆星從殼層星變成普通的B星或Be星。由於「外殼」的變化或消失而表現出不規則變化的殼層星被稱為仙后座γ型變星。昴宿增十二和策（仙后座γ）本身都是具有間歇性外殼事件的變星，在光譜中出現强烈的外殼特徵，亮度顯著增加或减少。在其它時候，外殼在光譜中是無法檢測到的，甚至發射線也可能消失。

## 例子
策（仙后座γ）是殼層星的原型，最亮的殼層星是水委一。HR 2309是一顆特殊的殼層星，有明銳譜線的殼層星，包括一個小而明顯的環狀結構。其它的殼層星還有：
- 弧矢增四(大犬座27)
- 小犬座β
- 仙后座γ
- 昴宿增十二(金牛座28)
- 天船四(英仙座φ)
- 敗瓜增一（海豚座1）

## 進階讀物
- Porter, John M. . Monthly Notices of the Royal Astronomical Society. 1996, 280 (3): L31–L35. Bibcode:1996MNRAS.280L..31P. doi:10.1093/mnras/280.3.L31 .
- Quirrenbach, A.; Buscher, D. F.; Mozurkewich, D.; Hummel, C. A.; Armstrong, J. T. . Astronomy and Astrophysics. 1994, 283: L13. Bibcode:1994A&A...283L..13Q.